# Меростомата
Меростомата (Merostomata) су пауколике животиње којима припада један рецентни ред са пет врста морских животиња, док су остале врсте изумрле. 
Тело им се сатоји од:
- прозоме на којој се налазе хелицере и пет пари сличних екстремитета ;
- опистозоме на којој се разликују два дела, први на коме се налазе екстремитети са шкргама и други који се завршава телзоном и нема екстемитете.

Класа меростомата подељена је на две поткласе:
- ксифозура (Xiphosura), јако стара група животиња која потиче још из камбријума, а данас је представњена са само пет врста од којих је најпознатија Limulus polyphemus;
- еуриптерида (Euripterida) је поткласа којој припадају све изумрле меростомате, а истовремено су познате по томе што су били најкрупнији икад постојећи зглавкари; врста птериготус је достизала преко 3m у дужину.